# William Coolidge
William Augustus Coolidge, född 28 augusti 1850 i New York, död 8 maj 1926 i Grindelwald, Schweiz, var en amerikansk-brittisk historiker och bergsbestigare, som med sina 1 750 bestigningar utförde en av de första systematiska utforskningarna av Alperna, i både Schweiz, Frankrike och Italien.
Det var en moster som fick honom fascinerad av Alperna redan i ungdomen och alpklättring förblev sedan hans stora intresse. Huvuddelen av hans bestigningar utfördes mellan 1865 och 1898. Från 1885 bodde han stadigvarande i Schweiz. År 1874 utförde han den allra första vinterbestigningen av det 4 158 meter höga Jungfrau i Schweiz.